# N530 (België)
De N530 is een voormalige gewestweg in België tussen Antoing en Gaurain-Ramecroix. Door afgravingen in de cementgroeve van Compagnie des Ciments Belge is de weg grotendeels verdwenen en daardoor in zijn geheel in onbruik geraakt. De bewegwijzering van de route is nergens meer terug te vinden. 
Delen van de route die nog terug te vinden waren in het jaar 2015 waren in Antoing Rue Philippart en Route de Ramecroix, waarbij de spoorwegovergang is weggehaald inclusief de inrit vanaf de N500 Antoing in. De Route de Ramecroix was voor ongeveer 700 meter toegankelijk. In Gaurain-Ramecroix is ongeveer 300 meter van de route via de Rue d'Antoing overgebleven.